# سامي التميمي
سامي التميمي هو طاهٍ ومؤلف فلسطيني. يعيش في لندن. وهو المالك المشارك لستة مطاعم ومحلات تجارية في لندن. كما شارك التميمي في تأليف العديد من كتب الطبخ الأكثر مبيعًا، بما في ذلك كتاب أوتولينغي (2008)، والقدس (2012)، وفلسطين (2020).

## حياته المهنية
نشأ التميمي في عائلة مسلمة في البلدة القديمة في القدس الشرقية. انتقل التميمي من منزل عائلته عندما كان عمره 17 عامًا. بدأ حياته المهنية كحمال في جبل صهيون، في أحد فنادق القدس. سرعان ما أصبح التميمي طاهيًا في جبل صهيون وبعد عدد من الوظائف أصبح رئيس الطهاة في ليليث في تل أبيب. عرض أحد العملاء الإنجليز في ليليث على تميمي وظيفة. وافق وفي عام 1997 انتقل إلى لندن لإدارة المطبخ في مخبز Baker & Spice.

## التعاون مع يوتام أوتولينغي
في عام 1999، بينما كان تميمي يدير متجر Baker & Spice، قام يوتام أوتولينغي بزيارة المتجر. "لقد كان الأمر سحريًا تمامًا"، قال أوتولينغي. رأيتُ كل هذه الجدران والطاولات مغطاة بتشكيلة رائعة من الطعام. كانت هناك سلطات شرق أوسطية، وسلطات كابريزي إيطالية، ودجاج مشوي، وحتى بروكلي مشوي على الفحم. بعد فترة وجيزة، بدأ أوتولينغي العمل هناك. كان تميمي مسؤولاً عن المأكولات اللذيذة وكان أوتولينغي مسؤولاً عن المعجنات. وأصبح الاثنان صديقين وتحدثا عن الدخول في العمل معًا. في عام 2002 أصبح تميمي شريكًا مع Noam Bar و Yotam Ottolenghi في مطعم Ottolenghi في نوتينغ هيل . لقد توسعوا إلى المزيد من المواقع والآن تدير هذه المجموعة المطاعم Rovi و Nopi. كتب التميمي وأوتولينغي كتابين للطبخ حظيا بإشادة النقاد، وهما أوتولينغي والقدس. قد فاز الأخير بالعديد من الجوائز، بما في ذلك جائزة الكتاب الدولي من مؤسسة جيمس بيرد في عام 2013، ويُنسب إليه الفضل في بدء العديد من نوادي كتب الطبخ. شارك التميمي وتارا ويجلي في تأليف كتاب الطبخ فلسطين.

## حياته الشخصية
يعيش سامي التميمي مع شريكه جيريمي كيلي. يكتب ويرسم ويلحن الشعر العربي.

## الأعمال المنشورة
- أوتولينغي: كتاب الطبخ (2008) (مع يوتام أوتولينغي)
- القدس: كتاب الطبخ (2012) (مع يوتام أوتولينغي)
- فلسطين: كتاب طبخ (2020) (مع تارا ويجلي)

## الجوائز والتقدير
- جوائز "الابتكار والتصميم" من مجلة كوندي ناست ترافيلر لعام 2011، NOPI، الفائزة بجائزة الذواقة [12]
- جوائز تصميم المطاعم والبار لعام 2012، فئة "الهوية" لمطعم نوبي [13]
- جائزة جيمس بيرد لعام 2013 "كتاب الطبخ الدولي" للقدس [14]
- جوائز نقابة كتاب الطعام لعام 2013، "جائزة كتاب الطبخ" للقدس [15]
- جوائز Gourmand World Cookbook لعام 2013، الفائز بجائزة Dun Gifford عن كتاب القدس [16]
- جوائز الجمعية الدولية لمحترفي الطهي لعام 2013، الفائز بالجائزة الدولية وجائزة أفضل كتاب طبخ للقدس [17]
- جائزة "أفضل كتاب طبخ" من مجلة "أوبزرفر فود مونثلي " لعام 2013 عن القدس.